# شون أوبويل
شون أوبويل (بالإنجليزية: Sean O'Boyle)‏ هو موزع وملحن أسترالي، ولد في 1963.

## وصلات خارجية
- الموقع الرسمي
- شون أوبويل على موقع IMDb (الإنجليزية)
- شون أوبويل على موقع ميوزك برينز (الإنجليزية)
- شون أوبويل على موقع ديسكوغز (الإنجليزية)